# Partido judicial de Huelva
El partido judicial de Huelva es uno de los 85 partidos judiciales en los que se divide la comunidad autónoma de Andalucía y creado por Real Decreto en 1983, es el partido judicial n.º 2 de la provincia de Huelva.

## Ámbito geográfico

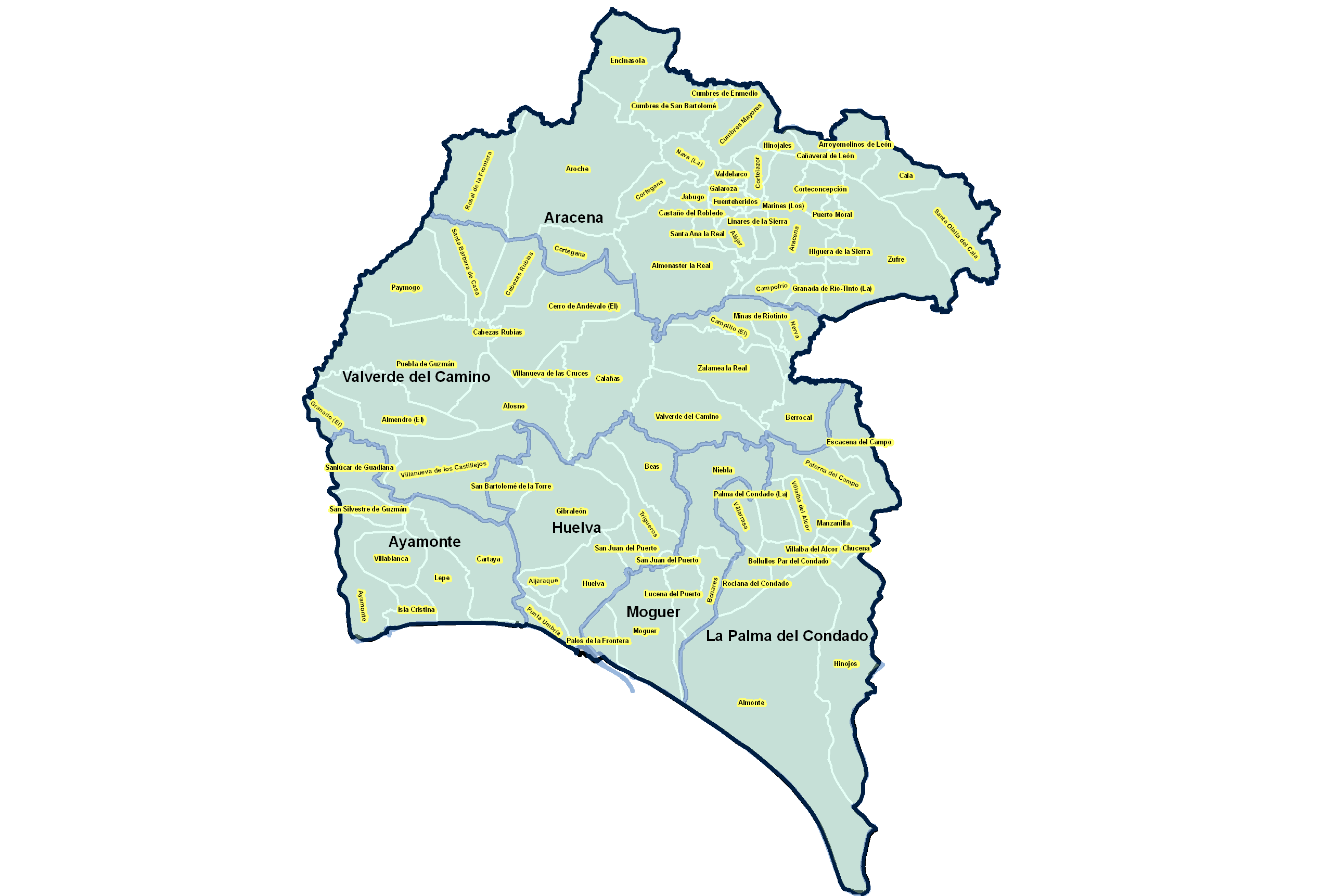
Partidos judiciales de la provincia de Huelva.

| Partido Judicial | Capital de partido | Municipios que comprende                                                                                      |
| ---------------- | ------------------ | --- |
| 2                | Huelva             | Aljaraque, Beas, Gibraleón, Huelva, Punta Umbría, San Bartolomé de la Torre, San Juan del Puerto y Trigueros. |